# Abraumförderbrücke F 34

Abraumförderbrücke F34 1983 im Tagebau Schlabendorf-Süd

F34 ist die Serienbezeichnung von neun Förderbrücken im Lausitzer Braunkohletagebau. Sie wurden vom ehemaligen VEB TAKRAF Lauchhammer gebaut und sind die ersten nach einem Typenprogramm gefertigten Abraumförderbrücken in Deutschland. Als Abraumförderbrücke transportieren sie den Abraum, der über dem Kohleflöz lagert.

## Geschichte
Die ursprünglich maximale Abtragsmächtigkeit der F34 beträgt 34 Meter, daher auch die Bezeichnung F34. Gegenüber den Vorgängermodellen war bei den F34 die Stützweite mit 180 Metern und die Auslegerlänge mit 75 Metern standardisiert. Von der Stützweite her waren die F34 so groß wie die AFB Böhlen II im Tagebau Böhlen, vor 1945 hat es lediglich mit der AFB Espenhain im Tagebau Espenhain eine größere Brücke gegeben.
Die F34 wurden ausschließlich für Tagebaue im Lausitzer Braunkohlerevier geliefert und trugen zu einer ökonomischen Nutzung im Abbaubetrieb mit Reduzierung des Zugbetriebes für die Abraumablagerung bei. Alle Abraumförderbrücken des Typs F34 wurden im Verlaufe ihres Betriebslebens mindestens einmal von einem ausgekohlten Tagebau zu einem anderen transportiert. War eine Umsetzung einer Förderbrücke durch Quertransport in Arbeitsstellung in einen danebenliegenden Tagebau nicht möglich, so musste auf ausgesuchten Transportrouten ein Transport durch Längsstellung der Antriebsfahrwerke und Schleppkabelspeisung auf ständig nach dem Überfahren abgebauten und vor die Brückenfahrwerke vortransportierten Gleisrosten durchgeführt werden. Die längste durchgeführte Transportroute mit einer F34 betrug 40 Kilometer. Einige Abraumförderbrücken F34 gelangte auch durch Totaldemontage, Transport in Einzelteilen und anschließendem Wiederaufbau von einem Tagebau zum anderen, z. B. vom Tagebau Sedlitz zum Tagebau Delitzsch-Südwest/Breitenfeld vom Tagebau Schlabendorf-Nord zum Tagebau Profen oder vom Tagebau Spreetal zum Tagebau Cottbus-Nord.
Das letzte Einsatzgebiet einer Abraumförderbrücken F34 war im Tagebau Cottbus-Nord, wo 2016 die letzte Brücke verschrottet wurde.

## Entwicklung und Umbauten

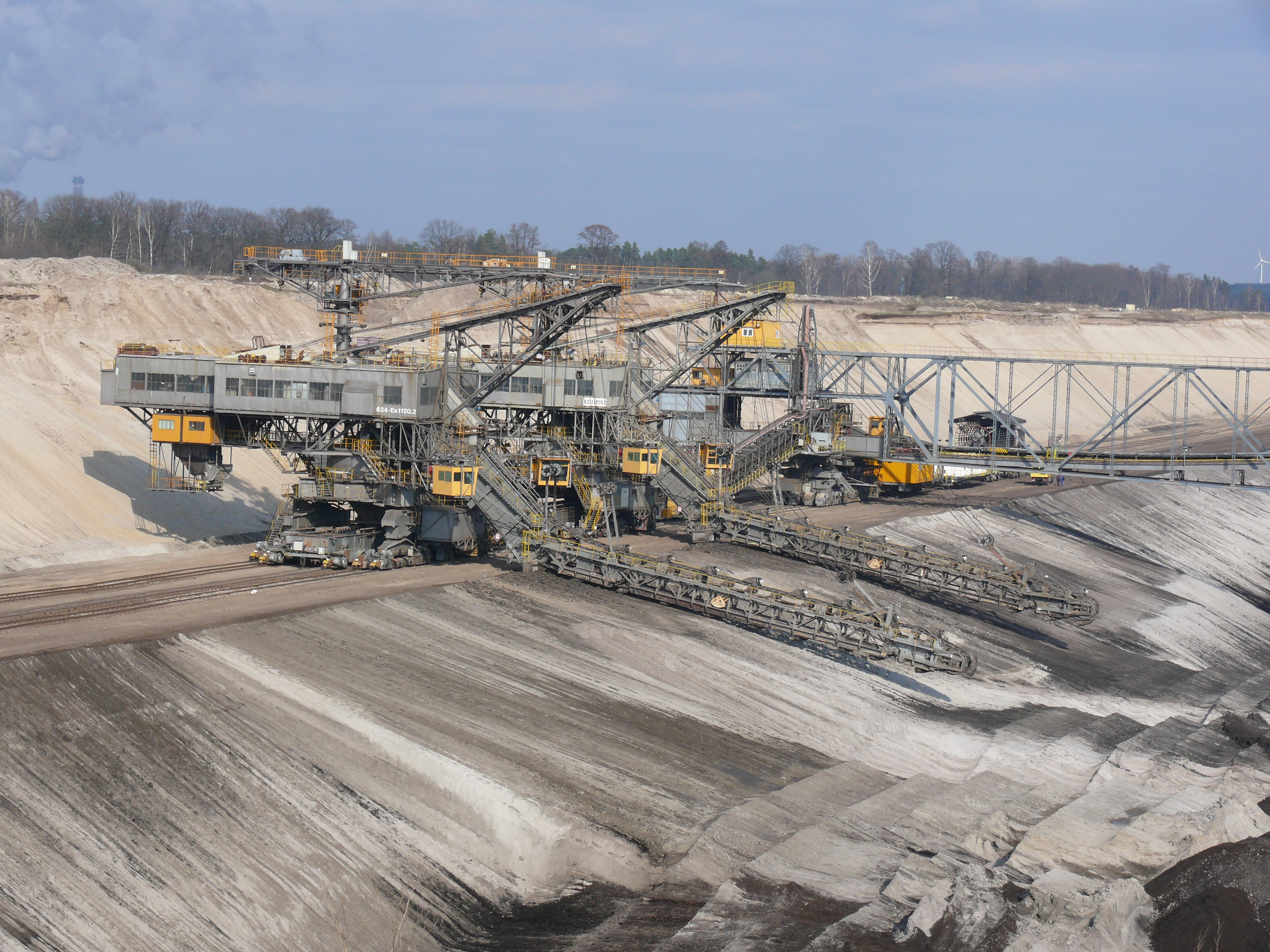
Eimerkettenbagger an einer Abraumförderbrücke im Tagebau Cottbus-Nord

Schon in den 1950er Jahren herrschten im Lausitzer Braunkohlerevier nahezu gleiche Abbaubedingungen mit einem einheitlichen Verhältnis Kohleflöz:bedeckender Abraum, was schon bald nach der Wiederaufnahme des Betriebes nach dem 2. Weltkrieg den Gedanken zur Entwicklung einer Einheitsförderbrücke aufkommen ließ. Als erstes wurde von der sogenannten Einheitsförderbrücke Typ I mit einer Förderleistung von 180.000 m³/Tag ausgegangen, die sich an der AFB Espenhain im Tagebau Espenhain anlehnte. Der Grund für diese Vorauswahl war die, dass von der AFB Espenhain die statischen Berechnungen vorhanden waren. Ausgiebige Untersuchungen im Tagebau Greifenhain und im Tagebau Spreetal brachten jedoch die Erkenntnis, dass sich eine solch große Brücke nicht überall ökonomisch sinnvoll einsetzen ließ. Daher einige man sich auf den kleineren Typ Einheitsförderbrücke Typ II mit einer Leistung von 110.000 m³/Tag, der sich in den Abmaßen an der AFB Scado III im Tagebau Scado orientierte, die 1955 als letzte individuell gefertigte Förderbrücke entstanden war.
Gegenüber diesen Brückentyp wurde vom Lauchhammerwerk die Stützweite auf 180 Meter und die Auslegerlänge auf 75 Metern festgelegt. Um den Achsdruck auf dem Fahrwerk in vorgeschriebenen Toleranzen zu halten, wurde die um 40 Meter längere Brückenkonstruktion in Schweißbauweise konstruiert. Es wurde im Vergleich zur AFB Scado III die Bandgeschwindigkeit erhöht und auch breitere Bänder eingesetzt. Ein besonderes Kriterium für ihren Betrieb war die gedachte Möglichkeit des Einsatzes von 2 Förderbrücken auf einer Strosse.
1959 ging die erste Einheitsförderbrücke F34 im Tagebau Lohsa in Betrieb. Bis 1965 wurden alle 9 gefertigten Förderbrücken gefertigt. Zudem erfolgten im Betrieb zahlreiche leistungssteigernde Umbauten. So wurde ein Vorschüttband eingebaut, der Abwurfausleger wurde von 75 auf 95 Metern in den Tagebauen Bärwalde, Cottbus-Nord und Seese-Ost verlängert, und bei einer F34 in Cottbus-Nord wurde die Stützweite auf 200 Metern vergrößert. Außerdem konnten durch die Geschwindigkeitserhöhungen bei den Förderbänden und den Eimerleitern Abtragsmächtigkeit und Leistungsfähigkeit bedeutend erhöht werden.

## Technik

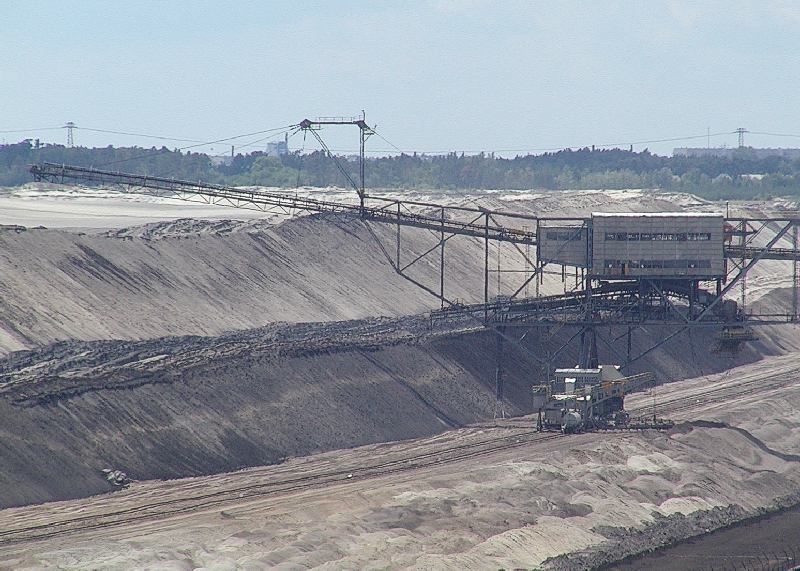
Kippenseite der letzten AFB F34 im Tagebau Cottbus-Nord mit einem auf 200 m verlängerten Ausleger

Die F34 hat zwei Fahrwerkskomplexe, die auf drei baggerseitigen und zwei kippenseitigen Gleisen in Normalspur fahren. Zusätzlich zu den zwei  baggerseitigen Gleisen gibt es zwei Gleise für den Trafo- und Kabelwagen sowie für die angeschlossenen Eimerkettenbagger. Die Brücke läuft auf Fahrwerksrädern. Ein besonderes Augenmerk wurde wegen den drehbaren Tagebaufortschritt auf spezielle Stützlagerung gerichtet.
Die Förderbrücke wird von zwei vorgelagerten Baggern der Bauart Es 3150 als „Zuarbeiter“ versorgt, die im Hoch- oder im Tiefschnitt arbeiten können. Nach Umbau im Tagebau Delitzsch-Südwest/Breitenfeld wurde auch ein Es 3750 verwendet. Weitere Umbaumaßnahmen waren z. B. Verlängerungen der Eimerleitern.

## Gebaute Abraumförderbrücken vom Typ F34
- AFB Glückauf I Lohsa, Tagebau Lohsa: erbaut von Ende 1950er bis 1959, seit 1959 in Betrieb, 1975 Landtransport zum Tagebau Bärwalde, dort im Betrieb bis 1991

- AFB Spreetal, Tagebau Spreetal: erbaut von Ende 1950er bis 1959, seit 1959 in Betrieb, 1981 Landtransport zum Tagebau Bärwalde, dort Betrieb bis 1991

- AFB Glückauf II Lohsa, Tagebau Lohsa: erbaut von Ende 1950er bis 1960, seit 1960 in Betrieb, im Betrieb bis 1984, 1986 Demontage und Umsetzung in Tagebau Seese-Ost, bis Mitte 1990er Jahre dort in Betrieb.

- AFB Sedlitz, Tagebau Sedlitz: erbaut von Ende 1950er bis 1960, seit 1960 in Betrieb bis 1978, danach Umtransport in Baugruppen zum Tagebau Delitzsch-Südwest/Breitenfeld, dort in Betrieb bis 1995

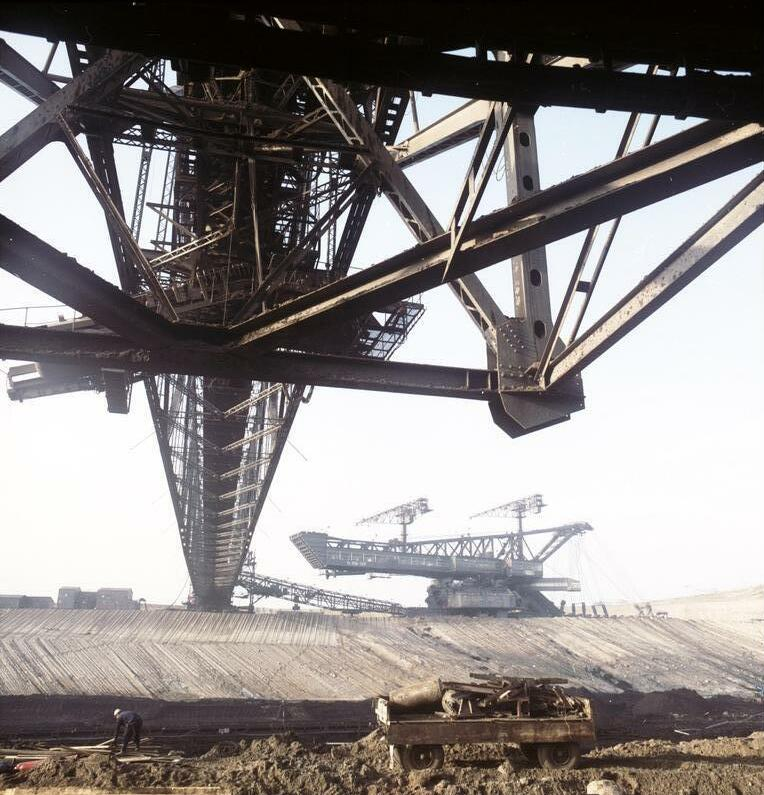
Ehemalige AFB Sedlitz in Delitzsch Südwest

- AFB Schlabendorf I, Tagebau Schlabendorf-Nord: erbaut von Ende 1950er bis 1961, seit 1961 in Betrieb, Einsatz bis 1977, danach Quertransport zum Tagebau Schlabendorf-Süd, 1987 erneut Transport in  Querfahrweise zum Tagebau Seese-Ost, dort in Betrieb bis 1992

- AFB Schlabendorf Nord, Tagebau Schlabendorf-Nord: erbaut von Ende 1950er bis 1962, seit 1962 in Betrieb, Einsatz bis 1970, danach Transport in Baugruppen zum Tagebau Profen, dort Betrieb bis 1990

- AFB Spreetal II, Tagebau Spreetal:erbaut von 1960 bis 1963, seit 1963 in Betrieb, bis 1983 in Betrieb, danach Umtransport in Baugruppen zum Tagebau Cottbus-Nord, dort Betrieb bis 1993

- AFB Seese West I, Tagebau Seese-West: erbaut von 1960 bis 1964, seit 1964 in Betrieb, Betrieb bis 1978, danach Transport in Baugruppen zum Tagebau Cottbus-Nord, dort Vergrößerung der Stützweite auf 200 m, in Betrieb bis 2015

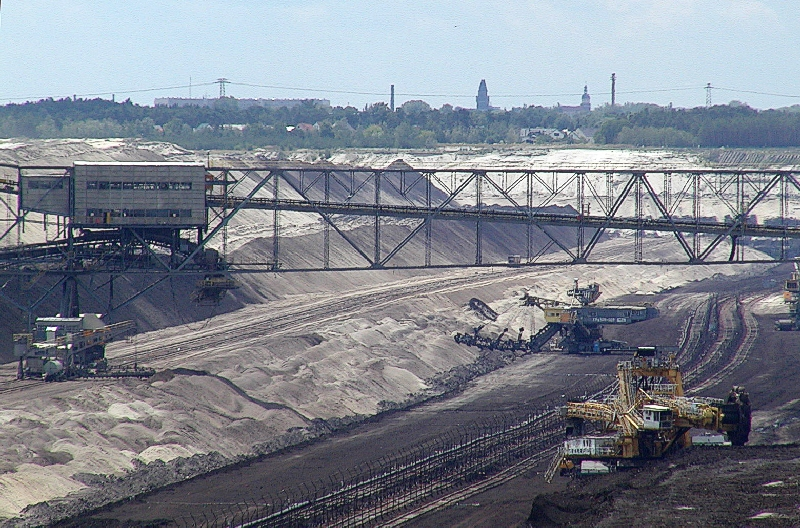
Ehemalige AFB Seese West I im Tagebau Cottbus-Nord

- AFB Seese West II, Tagebau Seese-West: erbaut von 1960 bis 1964, seit 1964 in Betrieb, Betrieb bis 1978, danach Quertransport zum Tagebau Schlabendorf-Süd, dort in Betrieb bis 1990.

## Siehe dazu
- Absetzer
- Stahlbrücke
- Liste der gefertigen Abraumförderbrücken